# Épervier à gorge grise
Tachyspiza erythrauchen
Espèce
Statut de conservation UICN

 NT  : Quasi menacé
Statut CITES
L’Épervier à gorge grise (Tachyspiza erythrauchen) ou Épervier des Moluques, est une espèce de rapace de la famille des Accipitridae.

## Description
Cet oiseau est un rapace diurne. Sa silhouette se caractérise par un de longues pattes, une queue plutôt brève et des ailes relativement pointues. Il est également doté d'un bec puissant.
Les individus adultes, le plumage du dos varie du gris au noir avec un cou de couleur rousse. Pour ce qui est des juvéniles, ils arborent un plumage brun dont le pourtour est roux.

## Habitat
Il habite les forêts humides tropicales et subtropicales. On peut le retrouver dans des régions vallonnées comme plus basses.

## Répartition et sous-espèces
D'après la classification de référence (version 14.1, 2024) de l'Union internationale des ornithologues, l'Épervier à gorge grise possède deux sous-espèces (ordre philogénique) :
- T. e. erythrauchen (Gray, GR, 1861) — Moluques du Nord (sauf Ternate) ;
- T. e. ceramensis (Schlegel, 1862) — Buru, Céram et Ambon.